# Interlands Noord-Iers voetbalelftal 1920-1929
Deze pagina toont een chronologisch en gedetailleerd overzicht van de interlands die het Noord-Iers voetbalelftal heeft gespeeld in de periode 1920 – 1929.
Tot 1922 werden er wedstrijden gespeeld onder de naam Iers voetbalelftal, maar nadat in 1922 Zuid-Ierland onafhankelijk door ging als Ierse Vrijstaat staan de wedstrijden er vanaf dan onder de naam Noord-Iers voetbalelftal.

## Interlands

### 1920
|                                                                                       |                                      |       |                      |                                                                          |
| 14 februari British Home Championship 1919/20 № 99 «onderlinge duels» 15:30 uur (UTC) | Ierland                              | 2 – 2 | Wales                | The Oval, Belfast Toeschouwers: 28.000 Scheidsrechter: Isaac Baker (ENG) |
| 14 februari British Home Championship 1919/20 № 99 «onderlinge duels» 15:30 uur (UTC) | Jack McCandless 8' Billy Emerson 57' |       | 51', 89' Stan Davies | The Oval, Belfast Toeschouwers: 28.000 Scheidsrechter: Isaac Baker (ENG) |

|                                                                                     |                                                    |       |         |                                                                           |
| 13 maart British Home Championship 1919/20 № 100 «onderlinge duels» 15:00 uur (UTC) | Schotland                                          | 3 – 0 | Ierland | Celtic Park, Glasgow Toeschouwers: 39.757 Scheidsrechter: Jim Mason (ENG) |
| 13 maart British Home Championship 1919/20 № 100 «onderlinge duels» 15:00 uur (UTC) | Andy Wilson 8' Alan Morton 42' Andy Cunningham 55' |       |         | Celtic Park, Glasgow Toeschouwers: 39.757 Scheidsrechter: Jim Mason (ENG) |

|                                                                                         |                               |       |         |                                                                                |
| 23 oktober British Home Championship 1920/21 № 101 «onderlinge duels» 14:45 uur (UTC+1) | Engeland                      | 2 – 0 | Ierland | Roker Park, Sunderland Toeschouwers: 22.000 Scheidsrechter: Alex Jackson (SCO) |
| 23 oktober British Home Championship 1920/21 № 101 «onderlinge duels» 14:45 uur (UTC+1) | Bob Kelly 8' Billy Walker 47' |       |         | Roker Park, Sunderland Toeschouwers: 22.000 Scheidsrechter: Alex Jackson (SCO) |

### 1921
|                                                                        |         |                                        |           |                                                                              |
| 26 februari British Home Championship 1920/21 № 102 «onderlinge duels» | Ierland | 0 – 2                                  | Schotland | Windsor Park, Belfast Toeschouwers: 35.000 Scheidsrechter: Arthur Ward (ENG) |
| 26 februari British Home Championship 1920/21 № 102 «onderlinge duels» |         | 11' (pen.) Andy Wilson 89' Joe Cassidy |           | Windsor Park, Belfast Toeschouwers: 35.000 Scheidsrechter: Arthur Ward (ENG) |

|                                                                                      |                                |       |                    |                                                                               |
| 9 april British Home Championship 1920/21 № 103 «onderlinge duels» 15:30 uur (UTC+1) | Wales                          | 2 – 1 | Ierland            | Vetch Field, Swansea Toeschouwers: 20.000 Scheidsrechter: Jack Howcroft (ENG) |
| 9 april British Home Championship 1920/21 № 103 «onderlinge duels» 15:30 uur (UTC+1) | Billy Hole 35' Stan Davies 80' |       | 60' Jimmy Chambers | Vetch Field, Swansea Toeschouwers: 20.000 Scheidsrechter: Jack Howcroft (ENG) |

|                                                                                       |                     |       |                  |                                                                               |
| 22 oktober British Home Championship 1921/22 № 104 «onderlinge duels» 15:00 uur (UTC) | Ierland             | 1 – 1 | Engeland         | Windsor Park, Belfast Toeschouwers: 30.000 Scheidsrechter: Alex Jackson (SCO) |
| 22 oktober British Home Championship 1921/22 № 104 «onderlinge duels» 15:00 uur (UTC) | Billy Gillespie 28' |       | 33' Billy Kirton | Windsor Park, Belfast Toeschouwers: 30.000 Scheidsrechter: Alex Jackson (SCO) |

### 1922
|                                                                    |                      |       |                     |                                                                             |
| 4 maart British Home Championship 1921/22 № 105 «onderlinge duels» | Schotland            | 2 – 1 | Ierland             | Celtic Park, Glasgow Toeschouwers: 25.000 Scheidsrechter: Arthur Ward (ENG) |
| 4 maart British Home Championship 1921/22 № 105 «onderlinge duels» | Andy Wilson 62', 83' |       | 43' Billy Gillespie | Celtic Park, Glasgow Toeschouwers: 25.000 Scheidsrechter: Arthur Ward (ENG) |

|                                                                                      |                    |       |                |                                                                              |
| 1 april British Home Championship 1921/22 № 106 «onderlinge duels» 15:00 uur (UTC+1) | Ierland            | 1 – 1 | Wales          | Windsor Park, Belfast Toeschouwers: 20.000 Scheidsrechter: Arthur Ward (ENG) |
| 1 april British Home Championship 1921/22 № 106 «onderlinge duels» 15:00 uur (UTC+1) | Billy Gillespie 7' |       | 87' Len Davies | Windsor Park, Belfast Toeschouwers: 20.000 Scheidsrechter: Arthur Ward (ENG) |

|                                                                                       |                         |       |         |                                                                                   |
| 21 oktober British Home Championship 1922/23 № 107 «onderlinge duels» 14:00 uur (UTC) | Engeland                | 2 – 0 | Ierland | The Hawthorns, Birmingham Toeschouwers: 20.173 Scheidsrechter: Alex Jackson (SCO) |
| 21 oktober British Home Championship 1922/23 № 107 «onderlinge duels» 14:00 uur (UTC) | Harry Chambers 63', 86' |       |         | The Hawthorns, Birmingham Toeschouwers: 20.173 Scheidsrechter: Alex Jackson (SCO) |

### 1923
|                                                                                    |               |                 |           |                                                                              |
| 3 maart British Home Championship 1922/23 № 108 «onderlinge duels» 15:30 uur (UTC) | Noord-Ierland | 0 – 1           | Schotland | Windsor Park, Belfast Toeschouwers: 30.000 Scheidsrechter: Arthur Ward (ENG) |
| 3 maart British Home Championship 1922/23 № 108 «onderlinge duels» 15:30 uur (UTC) |               | 67' Andy Wilson |           | Windsor Park, Belfast Toeschouwers: 30.000 Scheidsrechter: Arthur Ward (ENG) |

|                                                                                     |       |                                           |               |                                                                                        |
| 14 april British Home Championship 1922/23 № 109 «onderlinge duels» 15:30 uur (UTC) | Wales | 0 – 3                                     | Noord-Ierland | Racecourse Ground, Wrexham Toeschouwers: 12.222 Scheidsrechter: George Nunnerley (ENG) |
| 14 april British Home Championship 1922/23 № 109 «onderlinge duels» 15:30 uur (UTC) |       | 15', 44' Bobby Irvine 16' Billy Gillespie |               | Racecourse Ground, Wrexham Toeschouwers: 12.222 Scheidsrechter: George Nunnerley (ENG) |

|                                                                                       |                                      |       |                  |                                                                               |
| 20 oktober British Home Championship 1923/24 № 110 «onderlinge duels» 15:00 uur (UTC) | Noord-Ierland                        | 2 – 1 | Engeland         | Windsor Park, Belfast Toeschouwers: 23.000 Scheidsrechter: Alex Jackson (SCO) |
| 20 oktober British Home Championship 1923/24 № 110 «onderlinge duels» 15:00 uur (UTC) | Billy Gillespie 20' Thomas Croft 72' |       | 15' Joe Bradford | Windsor Park, Belfast Toeschouwers: 23.000 Scheidsrechter: Alex Jackson (SCO) |

### 1924
|                                                                    |                                      |       |               |                                                                             |
| 1 maart British Home Championship 1923/24 № 111 «onderlinge duels» | Schotland                            | 2 – 0 | Noord-Ierland | Celtic Park, Glasgow Toeschouwers: 30.000 Scheidsrechter: Noel Watson (ENG) |
| 1 maart British Home Championship 1923/24 № 111 «onderlinge duels» | Andy Cunningham 85' David Morris 89' |       |               | Celtic Park, Glasgow Toeschouwers: 30.000 Scheidsrechter: Noel Watson (ENG) |

|                                                                                     |               |                          |       |                                                                                  |
| 15 maart British Home Championship 1923/24 № 112 «onderlinge duels» 15:00 uur (UTC) | Noord-Ierland | 0 – 1                    | Wales | Windsor Park, Belfast Toeschouwers: 30.000 Scheidsrechter: Harry Kingscott (ENG) |
| 15 maart British Home Championship 1923/24 № 112 «onderlinge duels» 15:00 uur (UTC) |               | 67' (pen.) Moses Russell |       | Windsor Park, Belfast Toeschouwers: 30.000 Scheidsrechter: Harry Kingscott (ENG) |

|                                                                                       |                                                  |       |                     |                                                                                     |
| 22 oktober British Home Championship 1924/25 № 113 «onderlinge duels» 15:00 uur (UTC) | Engeland                                         | 3 – 1 | Noord-Ierland       | Goodison Park, Liverpool Toeschouwers: 28.000 Scheidsrechter: Peter Craigmyle (SCO) |
| 22 oktober British Home Championship 1924/25 № 113 «onderlinge duels» 15:00 uur (UTC) | Bob Kelly 13' Harry Bedford 59' Billy Walker 70' |       | 77' Billy Gillespie | Goodison Park, Liverpool Toeschouwers: 28.000 Scheidsrechter: Peter Craigmyle (SCO) |

### 1925
|                                                                                        |               |                                                         |           |                                                                              |
| 28 februari British Home Championship 1924/25 № 114 «onderlinge duels» 15:00 uur (UTC) | Noord-Ierland | 0 – 3                                                   | Schotland | Windsor Park, Belfast Toeschouwers: 35.000 Scheidsrechter: Noel Watson (ENG) |
| 28 februari British Home Championship 1924/25 № 114 «onderlinge duels» 15:00 uur (UTC) |               | 4' Davie Meiklejohn 24' Hughie Gallacher 36' Jimmy Dunn |           | Windsor Park, Belfast Toeschouwers: 35.000 Scheidsrechter: Noel Watson (ENG) |

|                                                                     |       |       |               |                                                                                        |
| 18 april British Home Championship 1924/25 № 115 «onderlinge duels» | Wales | 0 – 0 | Noord-Ierland | Racecourse Ground, Wrexham Toeschouwers: 10.000 Scheidsrechter: Ernest Pinckston (ENG) |
| 18 april British Home Championship 1924/25 № 115 «onderlinge duels» |       |       |               | Racecourse Ground, Wrexham Toeschouwers: 10.000 Scheidsrechter: Ernest Pinckston (ENG) |

|                                                                                       |               |       |          |                                                                                   |
| 24 oktober British Home Championship 1925/26 № 116 «onderlinge duels» 15:00 uur (UTC) | Noord-Ierland | 0 – 0 | Engeland | Windsor Park, Belfast Toeschouwers: 30.000 Scheidsrechter: George Nunnerley (ENG) |
| 24 oktober British Home Championship 1925/26 № 116 «onderlinge duels» 15:00 uur (UTC) |               |       |          | Windsor Park, Belfast Toeschouwers: 30.000 Scheidsrechter: George Nunnerley (ENG) |

### 1926
|                                                                                        |                                           |       |       |                                                                                  |
| 13 februari British Home Championship 1925/26 № 117 «onderlinge duels» 15:00 uur (UTC) | Noord-Ierland                             | 3 – 0 | Wales | Windsor Park, Belfast Toeschouwers: 35.000 Scheidsrechter: Peter Craigmyle (SCO) |
| 13 februari British Home Championship 1925/26 № 117 «onderlinge duels» 15:00 uur (UTC) | Billy Gillespie 10' Sammy Curran 23', 80' |       |       | Windsor Park, Belfast Toeschouwers: 35.000 Scheidsrechter: Peter Craigmyle (SCO) |

|                                                                        |                                                    |       |               |                                                                               |
| 27 februari British Home Championship 1925/26 № 118 «onderlinge duels» | Schotland                                          | 4 – 0 | Noord-Ierland | Ibrox Stadium, Glasgow Toeschouwers: 25.000 Scheidsrechter: Noel Watson (ENG) |
| 27 februari British Home Championship 1925/26 № 118 «onderlinge duels» | Hughie Gallacher 14', 48', 65' Andy Cunningham 40' |       |               | Ibrox Stadium, Glasgow Toeschouwers: 25.000 Scheidsrechter: Noel Watson (ENG) |

|                                                                                       |                                                   |       |                                                    |                                                                             |
| 20 oktober British Home Championship 1926/27 № 119 «onderlinge duels» 15:00 uur (UTC) | Engeland                                          | 3 – 3 | Noord-Ierland                                      | Anfield, Liverpool Toeschouwers: 18.000 Scheidsrechter: Evan Sambrook (WAL) |
| 20 oktober British Home Championship 1926/27 № 119 «onderlinge duels» 15:00 uur (UTC) | George Brown 8' Joe Spence 48' Norman Bullock 80' |       | 5' Billy Gillespie 45' Hugh Davey 51' Bobby Irvine | Anfield, Liverpool Toeschouwers: 18.000 Scheidsrechter: Evan Sambrook (WAL) |

### 1927
|                                                                                        |               |                      |           |                                                                              |
| 26 februari British Home Championship 1926/27 № 120 «onderlinge duels» 15:00 uur (UTC) | Noord-Ierland | 0 – 2                | Schotland | Windsor Park, Belfast Toeschouwers: 38.000 Scheidsrechter: Noel Watson (ENG) |
| 26 februari British Home Championship 1926/27 № 120 «onderlinge duels» 15:00 uur (UTC) |               | 44', 89' Alan Morton |           | Windsor Park, Belfast Toeschouwers: 38.000 Scheidsrechter: Noel Watson (ENG) |

|                                                                    |                        |       |                          |                                                                                  |
| 9 april British Home Championship 1926/27 № 121 «onderlinge duels» | Wales                  | 2 – 2 | Noord-Ierland            | Ninian Park, Cardiff Toeschouwers: 10.000 Scheidsrechter: Ernest Pinckston (ENG) |
| 9 april British Home Championship 1926/27 № 121 «onderlinge duels» | Rees Williams 20', 31' |       | 75', 88' Harold Johnston | Ninian Park, Cardiff Toeschouwers: 10.000 Scheidsrechter: Ernest Pinckston (ENG) |

|                                                                                       |                                            |       |          |                                                                              |
| 22 oktober British Home Championship 1927/28 № 122 «onderlinge duels» 15:00 uur (UTC) | Noord-Ierland                              | 2 – 0 | Engeland | Windsor Park, Belfast Toeschouwers: 30.000 Scheidsrechter: Tom Dougray (SCO) |
| 22 oktober British Home Championship 1927/28 № 122 «onderlinge duels» 15:00 uur (UTC) | Herbert Jones 36' (e.d.) Jackie Mahood 72' |       |          | Windsor Park, Belfast Toeschouwers: 30.000 Scheidsrechter: Tom Dougray (SCO) |

### 1928
|                                                                                   |                    |       |                                 |                                                                                    |
| 4 februari British Home Championship 1927/28 № 123 «onderlinge duels» 15:00 (UTC) | Noord-Ierland      | 1 – 2 | Wales                           | Windsor Park, Belfast Toeschouwers: 27.563 Scheidsrechter: Herbert Hopkinson (ENG) |
| 4 februari British Home Championship 1927/28 № 123 «onderlinge duels» 15:00 (UTC) | Jimmy Chambers 31' |       | 6' Willie Davies 55' Wilf Lewis | Windsor Park, Belfast Toeschouwers: 27.563 Scheidsrechter: Herbert Hopkinson (ENG) |

|                                                                                        |           |                    |               |                                                                                 |
| 28 februari British Home Championship 1927/28 № 124 «onderlinge duels» 15:00 uur (UTC) | Schotland | 0 – 1              | Noord-Ierland | Firhill Stadium, Glasgow Toeschouwers: 55.000 Scheidsrechter: Arthur Ward (ENG) |
| 28 februari British Home Championship 1927/28 № 124 «onderlinge duels» 15:00 uur (UTC) |           | 13' Jimmy Chambers |               | Firhill Stadium, Glasgow Toeschouwers: 55.000 Scheidsrechter: Arthur Ward (ENG) |

|                                                                       |                              |       |                  |                                                                                   |
| 22 oktober British Home Championship 1928/29 № 125 «onderlinge duels» | Engeland                     | 2 – 1 | Noord-Ierland    | Goodison Park, Liverpool Toeschouwers: 25.000 Scheidsrechter: Evan Sambrook (WAL) |
| 22 oktober British Home Championship 1928/29 № 125 «onderlinge duels» | Joe Hulme 26' Billy Dean 77' |       | 32' Joe Bambrick | Goodison Park, Liverpool Toeschouwers: 25.000 Scheidsrechter: Evan Sambrook (WAL) |

### 1929
|                                                                       |                                |       |                                              |                                                                                         |
| 2 februari British Home Championship 1928/29 № 126 «onderlinge duels» | Wales                          | 2 – 2 | Noord-Ierland                                | Racecourse Ground, Wrexham Toeschouwers: 12.000 Scheidsrechter: Joseph Pennington (ENG) |
| 2 februari British Home Championship 1928/29 № 126 «onderlinge duels» | Billy Mays 46' Fred Warren 50' |       | 10' Jackie Mahood 70' (pen.) Andy McCluggage | Racecourse Ground, Wrexham Toeschouwers: 12.000 Scheidsrechter: Joseph Pennington (ENG) |

|                                                                                        |                                       |       |                                                                        |                                                                              |
| 23 februari British Home Championship 1928/29 № 127 «onderlinge duels» 15:00 uur (UTC) | Noord-Ierland                         | 3 – 7 | Schotland                                                              | Windsor Park, Belfast Toeschouwers: 35.000 Scheidsrechter: Albert Fogg (ENG) |
| 23 februari British Home Championship 1928/29 № 127 «onderlinge duels» 15:00 uur (UTC) | Dick Rowley 16', 42' Joe Bambrick 58' |       | 3', 9', 14', 51' Hughie Gallacher 33', 82' Alex Jackson 76' Alex James | Windsor Park, Belfast Toeschouwers: 35.000 Scheidsrechter: Albert Fogg (ENG) |

|                                                                                       |               |                                         |          |                                                                            |
| 19 oktober British Home Championship 1929/30 № 128 «onderlinge duels» 15:00 uur (UTC) | Noord-Ierland | 0 – 3                                   | Engeland | Windsor Park, Belfast Toeschouwers: 37.000 Scheidsrechter: Tom Small (SCO) |
| 19 oktober British Home Championship 1929/30 № 128 «onderlinge duels» 15:00 uur (UTC) |               | 37' Ernest Hine 42', 80' George Camsell |          | Windsor Park, Belfast Toeschouwers: 37.000 Scheidsrechter: Tom Small (SCO) |

België · Bulgarije · Denemarken · Duitsland · Engeland · Estland · Finland · Frankrijk · Griekenland · Hongarije · Ierland · Italië · Joegoslavië · Letland · Litouwen · Luxemburg · Nederland · Noord-Ierland · Noorwegen · Oostenrijk · Polen · Portugal · Roemenië · Schotland · Sovjet-Unie · Spanje · Tsjecho-Slowakije · Turkije · Wales · Zweden · Zwitserland
IFA · A-internationals · Selecties · Bondscoaches · Noord-Iers vrouwenelftal · Brits olympisch elftal · N-Ierland U21 · N-Ierland U20 · N-Ierland U19 · N-Ierland U18 · N-Ierland U17 · N-Ierland U16
1882 – 1899 ·
1900 – 1919 ·
1920 – 1929 ·
1930 – 1939 ·
1940 – 1949 ·
1950 – 1959 ·
1960 – 1969 ·
1970 – 1979 ·
1980 – 1989 ·
1990 – 1999 ·
2000 – 2009 ·
2010 – 2019 ·
2020 – 2029
EK 2016
WK 1958 · 
WK 1982 · 
WK 1986
1921 · 
1922 · 
1923 · 
1924 · 
1925 · 
1926 · 
1927 · 
1928 · 
1929 · 
1930 · 
1931 · 
1932 · 
1933 · 
1934 · 
1935 · 
1936 · 
1937 · 
1938 · 
1939 · 
1940 · 1941 · 1942 · 1943 · 1944 · 1945 · 
1946 · 
1947 · 
1948 · 
1949 · 
1950 · 
1952 · 
1952 · 
1953 · 
1954 · 
1955 · 
1956 · 
1957 · 
1958 · 
1959 · 
1960 · 
1961 · 
1962 · 
1963 · 
1964 · 
1965 · 
1966 · 
1967 · 
1968 · 
1969 · 
1970 · 
1971 · 
1972 · 
1973 · 
1974 · 
1975 · 
1976 · 
1977 · 
1978 · 
1979 · 
1980 · 
1981 · 
1982 · 
1983 · 
1984 · 
1985 · 
1986 · 
1987 · 
1988 · 
1989 · 
1990 ·
1991 · 
1992 · 
1993 · 
1994 · 
1995 · 
1996 · 
1997 · 
1998 · 
1999 · 
2000 · 
2001 · 
2002 · 
2003 · 
2004 · 
2005 · 
2006 · 
2007 · 
2008 · 
2009 · 
2010 · 
2011 · 
2012 · 
2013 · 
2014 · 
2015 · 
2016 · 
2017 · 
2018 · 
2019 · 
2020 · 
2021 ·
2022 ·
2023 ·
2024
Albanië ·
Algerije ·
Andorra ·
Argentinië ·
Armenië ·
Australië ·
Azerbeidzjan ·
Barbados ·
België ·
Bosnië en Herzegovina ·
Brazilië ·
Bulgarije ·
Canada ·
Chili ·
Colombia ·
Costa Rica ·
Cyprus ·
Denemarken ·
Duitsland ·
Engeland ·
Estland ·
Faeröer ·
Finland ·
Frankrijk ·
Georgië · 
Griekenland ·
Honduras ·
Hongarije ·
Ierland ·
IJsland ·
Israël ·
Italië ·
Joegoslavië ·
Kazachstan ·
Kosovo ·
Kroatië ·
Letland ·
Liechtenstein ·
Litouwen ·
Luxemburg · 
Malta ·
Marokko ·
Mexico ·
Moldavië ·
Montenegro ·
Nederland ·
Nieuw-Zeeland ·
Noorwegen ·
Oekraïne ·
Oostenrijk ·
Panama ·
Polen ·
Portugal ·
Qatar ·
Roemenië ·
Rusland ·
Saint Kitts en Nevis ·
San Marino ·
Schotland ·
Servië ·
Servië en Montenegro ·
Slovenië ·
Slowakije ·
Sovjet-Unie ·
Spanje ·
Thailand ·
Trinidad en Tobago ·
Tsjechië ·
Tsjecho-Slowakije ·
Turkije ·
Uruguay ·
Verenigde Staten ·
Wales ·
Wit-Rusland · 
Zuid-Korea ·
Zweden ·
Zwitserland
Frankrijk (1982) · Oekraïne (2016) · Oostenrijk (1982) · Polen (2016)